# Publije Kornelije Dolabella
Publije Kornelije Dolabella bio je legat rimskih careva Augusta i Tiberija u provinciji Dalmaciji početkom prvog stoljeća. Zaslužan za gradnju cesta. Pravac gradnje bio je transverzalana. Vodile su u unutrašnjost provincije prema rudonosnom području oko Domavije i u smjeru Siscije. Zaslužan za gradnju pet cesta, a vode iz Salone u unutrašnjost Dalmacije. Prva je Via Gabiniana, od Salone do Andetriuma, druga je cesta iz Salone preko Čitluka kraj Sinja na sjeveroistok u dolinu Save (Salona - ad fines provinciae Illyrici, preko Andetriuma, Livanjskog polja, Glamočkog polja, doline Vrbasa do Save ), zatim iz Salone na Pons Tiuluri (Trilj). Pravac četvrte i pete ceste nije poznat, znade im se samo duljina. Grga Novak smatra da su vjerojatno bile nastavak prijašnjih. Podatak o njima sačuvan je na kamenu miljokazu (tituli miliari).